# Donna Duck
Donna Duck est un personnage de fiction faisant partie de l'univers de Donald Duck. Cette cane anthropomorphe, contrepoint féminin et petite amie de Donald, apparaît pour la première fois dans le dessin animé Don Donald en 1937. Elle est remplacée à partir de 1940 par Daisy Duck dans L'Entreprenant M. Duck (Mr. Duck Steps Out).
Donna partage avec Daisy, en plus d'être une cane, un caractère proche de celui de Donald : on dirait d'elles qu'elles ont du tempérament. Mais les ressemblances s'arrêtent là. La voix de Donna est une version plus aiguë de celle de Donald, toutes deux réalisées par Clarence Nash. Donna ne fut pas un personnage récurrent et n'apparaît que quelques fois durant les trois années précédant la naissance de Daisy.
Jerry Beck justifie, au moyen de Donna, la présence de Donald dans les deux films latino-américains Saludos Amigos (1942) et Les Trois Caballeros (1945).

## En bandes dessinées
Sur la base INDUCKS, Donna est référencée deux fois : une version avec l'apparence mexicaine qu'on trouve dans le court métrage Don Donald et une version de 1951 où elle apparaît dans les gags de Al Taliaferro. Les apparitions de Donna en bandes dessinées sont rares. Dans la base INDUCKS, elle est référencée en 2020, dans une vingtaine d'histoires seulement.
Elle est la compagne de Donald dans Donald and Donna, la première grande aventure de Donald produite au Royaume-Uni. Cette histoire est inédite en France.
En février 1953 dans l'histoire  de Carl Barks La vie à pile ou face ? (Flip Decision), il est fait mention d'une sœur de Daisy mère de Lili, Lulu et Zizi. On a demandé à Don Rosa sur la Disney Comics Mailing List si cette sœur pouvait être Donna Duck. Don Rosa a approuvé l'idée, mais n'a encore jamais utilisé le personnage. Toutefois, dans les strips en 3-4 cases de Bob Karp et Al Taliaferro, on voit Donna et Daisy qui se rencontrent pour la première fois à l'occasion d'un passage chez Donald. Dans l'histoire Ça suffit, les sosies ! (Too Many Donalds), Donna et Daisy se comportent en quasi-inconnues l'une pour l'autre. Dans cette même histoire, Abner Duck est présenté comme le petit copain de Donna.
Les auteurs Fabio Michelini et Massimo De Vita, dans l'histoire Donald et le secret de la 313 (Paperino e il segreto della 313) de 1995 prétendent que Donna n'est qu'un rôle joué par Daisy pour les besoins d'une fiction.